# Mozková plena

Od pokožky dovnitř směrem k mozku: toto schéma zachycuje průřez stěnou hlavy člověka v oblasti mozkovny: odshora dolů to je kůže, okostice, lebeční kost, tvrdá plena, pavučnice a omozečnice

Mozkové pleny (řec. jedn. č. meninx a množ. č. meninges) či také mozkové obaly nebo blány jsou tenké vazivové vrstvy, které obalují mozek a míchu. U různých skupin obratlovců vzniká různý počet mozkových plen. Obecně však všechny slouží k ochraně citlivých nervových struktur uvnitř, a proto k jejich rozvoji dochází především u suchozemských skupin obratlovců.
U ryb se vyskytuje pouze jedna vazivová vrstva, tzv. „primitivní meninx“ (ectomeninx). U obojživelníků a plazů se vyskytují již pleny dvě, vnější dura mater a vnitřní tenký sekundární meninx (též leptomeninx). U savců (a podle některých zdrojů také u ptáků) se vyskytují dokonce tři pleny: uvnitř je tzv. pia mater (omozečnice, ale doslova „něžná matka“), uprostřed je arachnoidea (pavučnice) a vně je opět dura mater (tvrdá plena, doslova „tvrdá matka“). Názvy obsahující v sobě slovo „matka“ pocházejí z antického přesvědčení, že mozkové pleny jsou základem pro všechny ostatní membrány v těle. Co se týče funkcí, dost napoví skutečnost, že pavučnice není prakticky prokrvena, zatímco omozečnice je plná drobných vlásečnic a přiléhá těsně k mozku a míše a vyživuje je.

## Lidské mozkové pleny
Lidské mozkové pleny se skládají ze tří tenkých vazivových vrstev. Vrstva těsně naléhající na povrch mozku je omozečnice. Jedná se o tenkou, velmi průsvitnou blánu. Nad ní je mezimembránový, subarachnoidální, prostor vyplněný mozkomíšním mokem a obsahuje Willisův okruh, který krevně zásobuje mozek. Další vazivovou membránou je pavučnice, která je bezcévná. Nad ní se nachází další mezimembránový prostor, který se nazývá jako subdurální. Nejsvrchnější vazivovou vrstvou je tvrdá plena, která srůstá s okosticí lebečních kostí. 